# Українська миротворча місія в Іраку
Українська миротворча місія в Іраку — участь підрозділів Збройних сил України в Іракській війні в складі коаліційних військ під проводом США з 11 серпня 2003 року по 9 грудня 2008 року.
Це наймасштабніша миротворча місія України за всю історію її незалежності. Постійна військова присутність в Іраку складала до 1690 військових. Всього військову службу в Іраку та Кувейті відбули близько 6100 українців, 18 з яких загинули та понад 40 отримали поранення.
За час місії українські військові посприяли будівництву 14 шкіл, ремонту 7 дитсадків, 4 автошляхів та 3 ліній електропередач. Було відновлено 4 об'єкти водопостачання, медичну допомогу було надано майже 50 тис. місцевих мешканців.

## Передумови (2002—2003)

### Місія в Кувейті

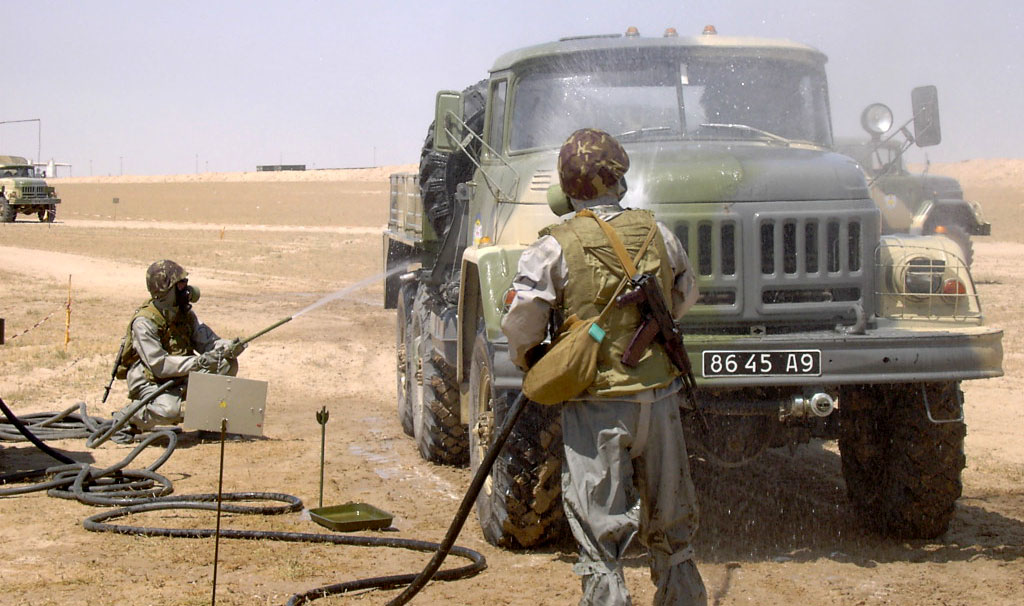
Військовики батальйону в Кувейті. 3 серпня 2003

Приєднання України до багатонаціональної операції в Іраку мало неофіційну мету — вихід президента Леоніда Кучми з міжнародної політичної ізоляції, в яку він потрапив після серії гучних політичних скандалів, починаючи із справи Гонгадзе до скандалу з продажем Іраку радіолокаційних систем «Кольчуга» у квітні 2002 року. Сама ж ідея відправки українських військ в Ірак належала тодішньому міністру оборони України Євгену Марчуку.
Вже у грудні 2002 року у місті Самборі почалося формування батальйону радіологічного, хімічного і бактеріологічного захисту — 19 обРХБЗ. Цей батальйон мав першим вирушити до Кувейту, для контролю кордону з Іраком та проведення радіаційної, хімічної і неспецифічної (бактеріологічної) розвідки.
4 лютого 2003 року Президент Кучма заявив, що Україна готова надати в розпорядження ООН батальйон радіологічного, хімічного і бактеріологічного захисту.
18 березня 2003 року Президентом України був підписаний Указ № 227 «Про направлення 19-го окремого батальйону радіаційного, хімічного та біологічного захисту Збройних Сил України до Держави Кувейт для надання допомоги в захисті цивільного населення цієї держави від наслідків можливого застосування зброї масового ураження і в ліквідації можливих наслідків застосування зброї масового ураження на території держави Кувейт».
Перекидання військ проводилася з 22 березня по 6 квітня 2003 року з аеропорту «Скнилів» у Львові до аеропорту «Ель-Кувейт» держави Кувейт військово-транспортними літаками Іл-76МД. Для перекидання знадобилося 53 рейси. Всього в Кувейт було доставлено 448 військових та 125 одиниць техніки. Батальйон розмістився у таборі «Кемп-Аріфджан». Надалі батальйон влився в 5 ОМБр, що першим з українських сил увійшов до Іраку.

### Місія в Іраку
1 травня 2003 року, після військової перемоги США над режимом Саддама Хусейна президент Джордж Буш закликав світову спільноту взяти участь у встановленні демократії в Іраку. Президент України Леонід Кучма, серед багатьох інших лідерів держав світу, запропонував направити до Іраку українські війська. Верховна Рада України у той час була практично повністю підконтрольна президентові. З питання відправки військ була отримана підтримка навіть опозиційної фракції Віктора Ющенка «Наша Україна».
1 червня 2003 року посол США в Україні Карлос Паскуаль повідомив в ефірі телеканалу УТ-1, що США готові оплатити частину витрат на участь українських військовослужбовців в міжнародному контингенті в Іраку.
5 червня 2003 року Верховна Рада України ратифікувала указ президента про участь українських військ у миротворчій місії в Іраку. Проти голосували лише фракції комуністів і соціалістів.
Перед передислокацією до Іраку, у 2003 році, група офіцерів штабу дивізії брала участь в спільних навчаннях багатонаціональних сил в районі міста Щецин.
21 липня 2003 року через порти в місті Миколаїв в напрямку Кувейту вийшов турецький морський пором «Унд Софіт Бей» з 288 одиницями військової техніки на борту (60 бронетранспортерів БТР-80, 11 бронемашин БРДМ-2, 217 автомобілів різних типів і іншу спеціальну техніку). 8 серпня 2003 року пором прибув до порту Кувейту, було доставлено всю техніку та озброєння 5 окремої механізованої бригади, з технікою прибули 12 військовослужбовців бригади, що супроводжували машини.
31 липня 2003 року президент України Леонід Кучма ухвалив передислокувати з Кувейту до Іраку 19-й окремий батальйон радіаційного, хімічного і бактеріологічного захисту (450 військовослужбовців). Також контингенту були виділені комплекти розвідувально-сигналізаційної апаратури 1К18 «Реалія-У» і 1К124 «Табун» (які використовували для охорони базових таборів)
1 серпня особовий склад і техніка 19-го батальйону, який перебував в Кувейті, здійснив передислокацію з військової бази «Кемп-Аріфжан» до бази «Кемп-Койот» і розпочав підготовку прийому особового складу та техніки 5-ї окремої механізованої бригади. До місця майбутньої дислокації українського контингенту на території Іраку вже прибула передова група зі складу 19-ти осіб.
З 7 по 10 серпня 2003 року відбувалась передослокація українського контингенту, військовослужбовці були доставлені до Іраку і Кувейту за 12 рейсів з Києва та 7 з Миколаєва на літаках Іл-76 УАТК. 10 серпня 2003 року було завершено передислокацію особового складу підрозділів 5 окремої механізованої бригади до Кувейту. В якості подяки Джордж Буш пообіцяв Україні підтримку «на шляху інтеграції в європейські та євроатлантичні структури».
За соцопитуванням проведеним Центром Разумкова з 27 лютого по 5 березня 2003 року в Україні лише 2,4% українців підтримували введення українських військ до Іраку, 93,8% були проти, 3,8% — не змогли відповісти. Щодо ймовірних жертв серед українських військових в миротворчій місії у Іраку лише 2,6% українців вважали це виправданими, 95,4% — вважали, що жертви будуть не виправдані.
|                                            |
| Передислокація українських військ в Кувейт |

|                      |
| Ввід військ до Іраку |

|                   |
| Карта бойових дій |

## Введення військ (2003)

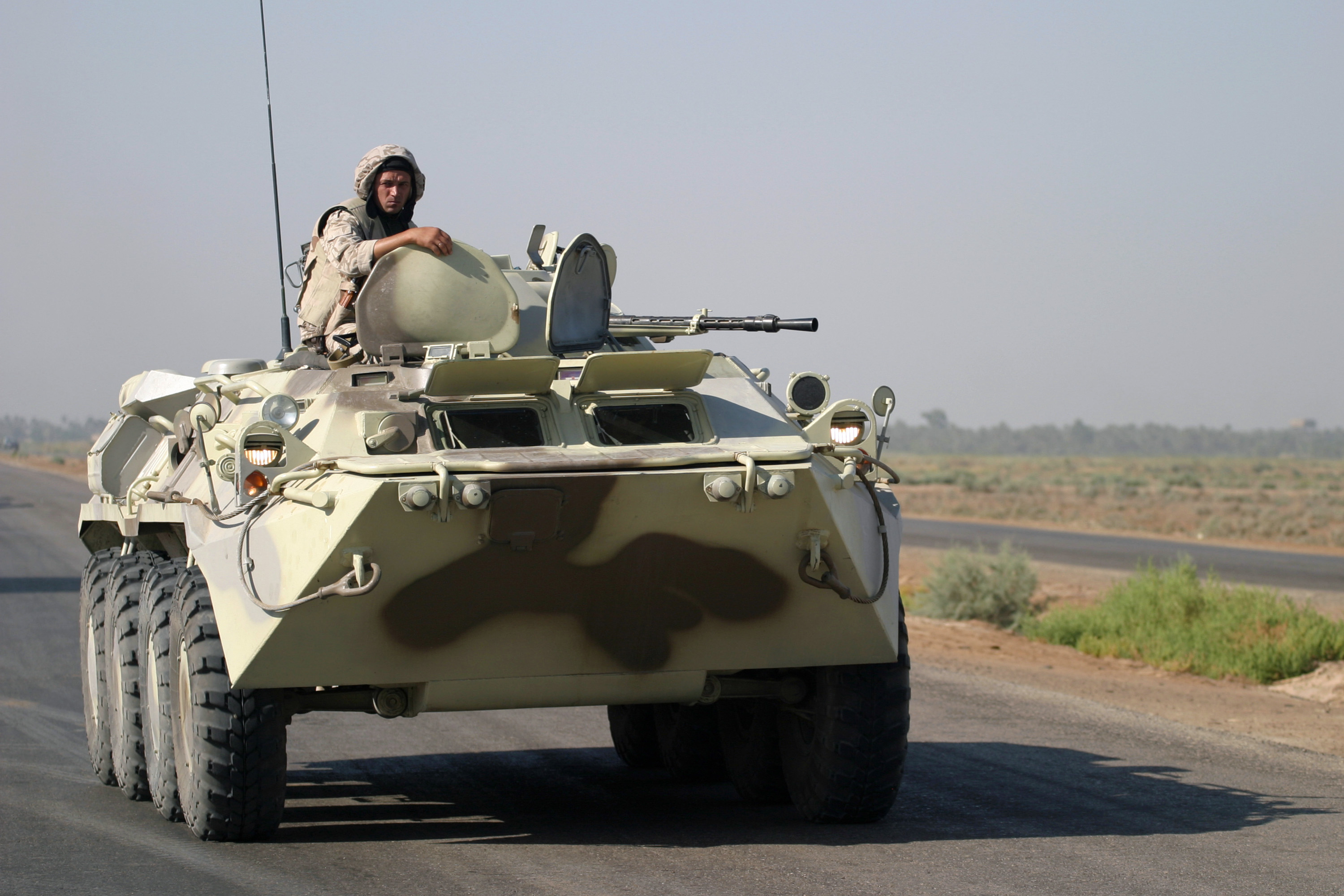
Український БТР-80 в Іраку

11 серпня 2003 року о 6:47 (за київським часом) перша колона українського миротворчого контингенту перетнула кувейтсько-іракський кордон і здійснила марш в район місця постійної дислокації — місто Ель-Кут провінції Васит, база «Дельта».
У складі першої колони, що перетнула кордон, яку очолював командир 19 окремого спеціального батальйону Збройних Сил України підполковник Ю. Оніщук, налічувалось 83 одиниці броньованої та автомобільної техніки.
Всього чотирма колонами, що рухались інтервалом в 24 години до кінця дня 15 серпня 2003 року, з прибуттям в Ель-Кут останньої колони 52 омб, передислокація підрозділів 5-ї окремої механізованої бригади в Ірак була завершена.
Українська бригада потрапила в підпорядкування командуванню багатонаціональної дивізії «Центр-Південь», що мала в своїй основі польський контингент військ і була дислокована в провінції Васит за 140 км від Багдаду.

## Бойові дії (2003—2005)

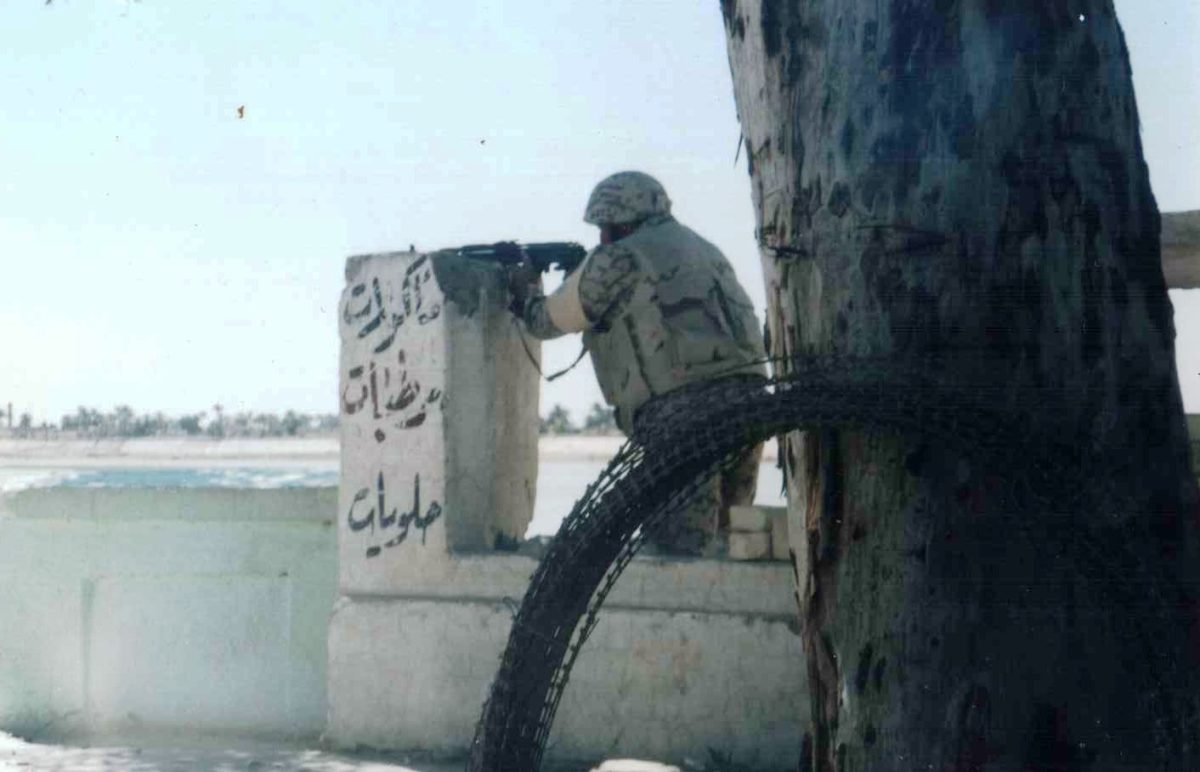
Український миротворець веде вогонь

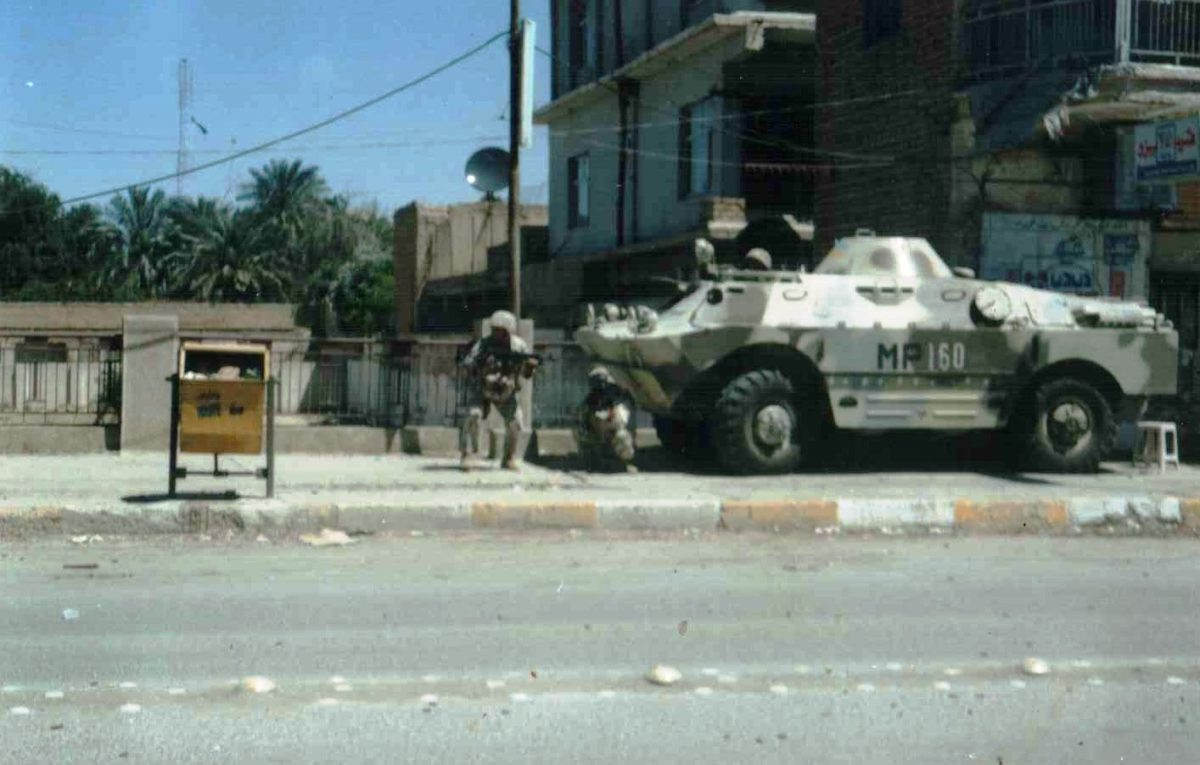
Український БРДМ військової поліції у Ель-Кут

Українські військовослужбовці виконували завдання на ірано-іракському кордоні, в населених пунктах Ель-Кут, Ель-Хай, Ес-Сувайра, Вавилон, Багдад та на пункті переходу «Арафат» (форт Бадра).
На початку вересня 2003 року в місті Ес-Сувейра провінції Васіт була зроблена спроба атаки українського патруля — в результаті вибуху фугасу з дистанційним управлінням незначні пошкодження отримав автомобіль, але особовий склад не постраждав.
14—15 вересня 2003 року в місті Ель-Кут військова поліція українського контингенту спільно з іракською поліцією затримала грабіжника банку, а також вилучила дві одиниці вогнепальної зброї (один автомат АК-47 і один пістолет), які передала іракській поліції.
Перший серйозний бій в Іраку відбувся 6 квітня 2004 року, в місті Ель-Кут, потім бойові дії з'явилися і в інших іракських містах.
28 квітня 2004 року біля міста Аз-Зубадія, за 60 км на захід від міста Ель-Кут, був атакований механізований патруль українських миротворців. БТР-80, який замикав колону з трьох бронетранспортерів, був впритул обстріляний з двох сторін з ручних протитанкових гранатометів РПГ-7 і великокаліберних кулеметів. В результаті загинув 1 і були поранені 2 військовослужбовців. Після нападу патруль вийшов із зони бою і зайняв кругову оборону. Пізніше, один з поранених помер від отриманих поранень. Після бою 3 травня 2004 року, двоє військовослужбовців-контрактників 61-го окремого механізованого батальйону 6 омехбр подали рапорти з вимогою достроково, не чекаючи планової ротації в серпні 2004 року, повернутися в Україну в зв'язку зі зміною умов служби (їх рапорти були задоволені 21 травня 2004 року).
9 січня 2005 року о 12.05 під час розвантаження авіаційних бомб неподалік від міста Ес-Сувейра (провінція Васіт) військовослужбовцями окремого спеціального саперного загону Республіки Казахстан одна з бомб здетонувала. Відбувся вибух 35 авіаційних бомб, унаслідок якого загинули 8 і постраждали 6 українських військових. Також загинув 1 та постраждали 4 казахських військових саперів.
В результаті до березня 2005 року загинули 18 солдатів і офіцерів з українського контингенту, понад 40 отримали поранення.

## Політично-суспільна реакція
Настрій на користь виводу військ посилювалися у міру наближення президентських виборів. У травні 2004 року Верховна Рада України на закритому засіданні обговорила питання про виведення військ, але не підтримала пропозицію фракцій КПУ, СПУ, БЮТ і частини «Нашої України», що вимагали від президента ухвалити рішення про термінове виведення українських військових з Іраку.
Що стосується Леоніда Кучми, то він вважав, що Україна повинна виконувати узяті зобов'язання, як і інші країни коаліції, але врешті-решт і він визнав необхідність виведення військ у зв'язку з втратами, що збільшилися, серед миротворців. У вересні 2004 року, в самий розпал президентської кампанії, Кучма направив до Іраку підтримуваного ним кандидата — Віктора Януковича.

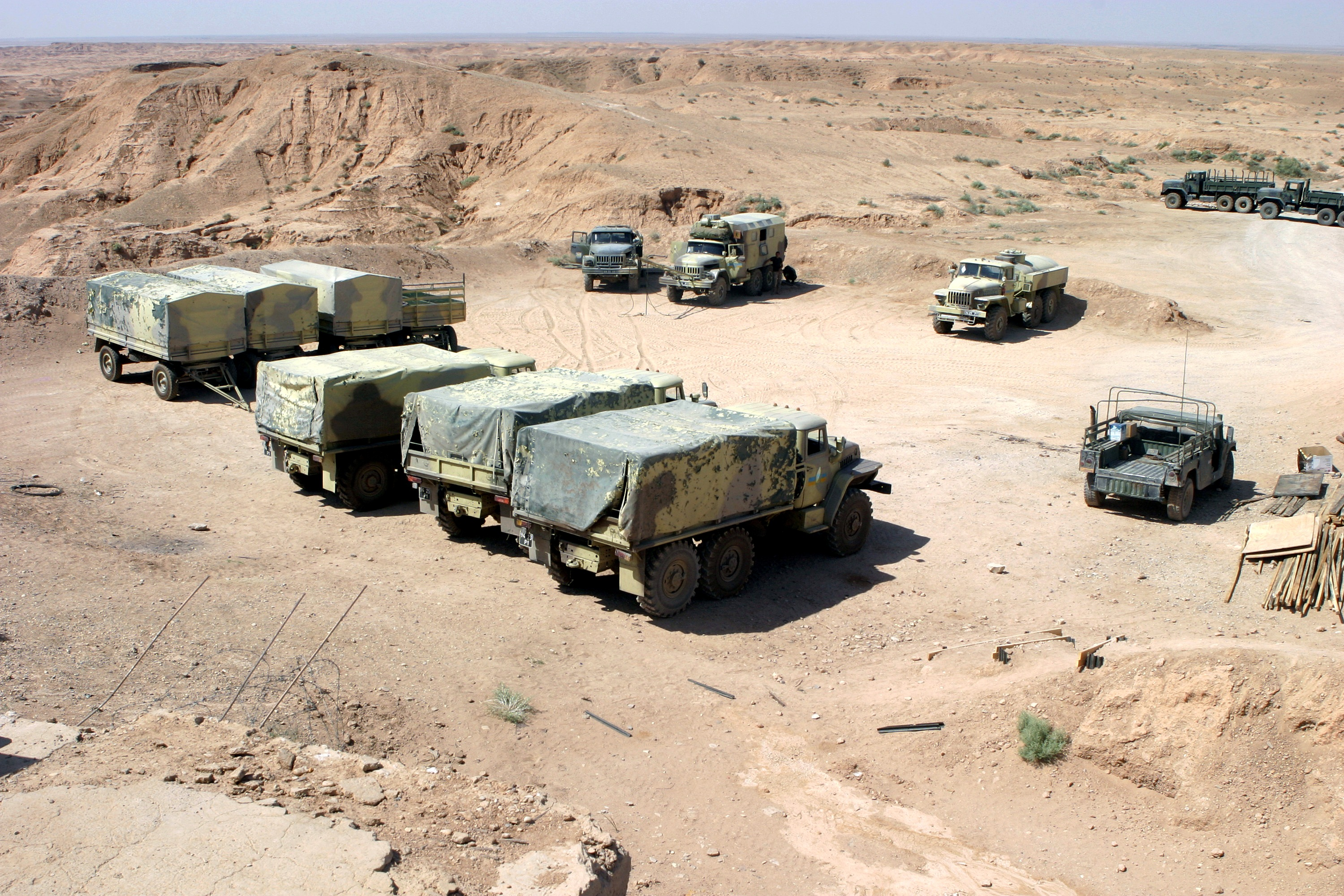
Українські військові автомобілі в Іраку

Надалі, про необхідність виведення військ стали говорити вже всі політичні лідери України — і Віктор Ющенко, і Віктор Янукович, і Леонід Кучма. Рада безпеки України, обговоривши проблему, підтримала цю думку. Міністр оборони України Олександр Кузьмук заявив у вересні 2004 року, що рішення про вивід військ з Іраку можна вважати остаточним: «Я вважаю, що Україна свою історичну місію виконала, із самого початку взявши участь в антитерористичній операції у складі коаліційних сил».
11 січня 2005 року Верховна Рада України прийняла ухвалу, в якій президентові було запропоновано негайно повернути українських миротворців на батьківщину: «У зв'язку з небезпечним загостренням військово-політичної обстановки в Іраку і жертвами серед українських військовослужбовців пропонується вважати недоцільним подальше перебування підрозділів озброєних сил України в цій країні».
Леонід Кучма віддав вказівку готувати виведення військ, причому передбачалося, що українські миротворці можуть покинути Ірак вже до кінця весни 2005 року, але США дали зрозуміти, що питання про подальше перебування українського миротворчого контингенту в Іраку повинне вирішуватися після вступу на пост нового президента України і формування нового уряду[джерело?].
6 березня 2005 року в Іраку загинув вісімнадцятий миротворець. Після цього стало зрозуміло, що рішення про вивід українців неминуче: новий президент Віктор Ющенко заявив, що українська громадськість не розуміє, чому українські миротворці вимушені брати участь в бойових діях. Президент бажав продемонструвати, що він виконує обіцянки, дані під час виборів.
Передбачаючи виведення українських військ, США запропонували Україні зберегти свою присутність в Іраку в інших формах — українські військові могли б продовжити роботу в Іраку як військові радники і спостерігачі, що і було здійснено в 2006 році.
Держсекретар США Кондоліза Райс, зустрічаючись з головою МЗС України Борисом Тарасюком, заявила: «Рішення України вивести війська з Іраку не відіб'ється на відносинах Києва і Вашингтона. Ми вдячні Україні за її участь в іракській операції. Тоді як далеко не всі країни виявили таке бажання, Україна приєдналася до тих держав, які забезпечують стабільність в Іраку».

## Виведення військ (2005—2008)

Відправлення додому української армії (2005)

15 березня 2005 року почалося поетапне виведення українського контингенту. Двома рейсами військово-транспортного літака Іл-76 до Миколаєва прибула перша група з майже 140 чоловік, які несли службу в механізованій роті 72-го батальйону поблизу міста Ес-Сувейра. Бойову техніку відправлять по морю через Кувейт. Впродовж літа-осені 2005 року в іракській провінції Васит, в зоні відповідальності українського контингенту багатонаціональної дивізії «Центр-Південь», залишалося ще близько 800 українських військових.
27 грудня 2005 року Ірак покинули основна частина українських миротворців, декілька солдатів залишилися як спостерігачі.
А вже 9 грудня 2008 року останні 29 членів миротворчого персоналу України повернулись на Батьківщину.

## Місія
Миротворча Місія включала такі завдання:
- Підтримання безпеки у зоні відповідальності, супроводження конвоїв, гуманітарних вантажів, несення служби на блокпостах, патрулювання тощо;
- Охорона органів місцевого самоврядування, релігійних та історичних пам'яток, мостів, джерел питної води та інших важливих об'єктів;
- Контроль за здачею зброї цивільним населенням та учасниками колишніх озброєних формувань;
- Здійснення інженерних та інших робіт, необхідних для ліквідації наслідків конфлікту;
- Надання допомоги у забезпеченні цивільного населення питною водою;
- Забезпечення безпеки діяльності міжнародних гуманітарних організацій;
- Надання допомоги в перевезенні гуманітарних вантажів;
- Евакуація цивільного населення у разі виникнення небезпеки його життю;
- Надання медичних послуг, насамперед, першої медичної допомоги цивільному населенню;
- Виконання інших функцій із забезпечення безпеки і дотримання прав людини.

## Відвідини українського контингенту українськими високопосадовцями
З 2 по 4 вересня 2004 року з метою передвиборчої кампанії український контингент в Іраку відвідав тодішній прем'єр-міністр України Віктор Янукович.
26 грудня 2005 року тодішній президент України Віктор Ющенко здійснив одноденний візит в Ірак та відвідав український базовий табір «Дельта».

## Склад та зброя
Склад інтегрованої української військової сили в Іраку налічував:
- Постійна військова чисельність до 1690 осіб 
  - з 17 серпня 2003 року — 1587 осіб,
  - з 19 лютого 2004 року — 1621 особа,
  - з 22 вересня 2004 року —1621 особа,
  - з 15 квітня 2005 року — 864 осіб,
  - з 27 грудня 2005 — 29 осіб
- 2 161 одиниць стрілецької зброї
- 60 бронетранспортерів БТР-80
- 26 бойових розвідувально-десантних машин БРДМ-2
- 6 командно-штабних машин Р-145БМ
- 6 хімічних розвідувальних машин на базі БТР-80
- 217 автомобілів різних типів (КрАЗ, Хаммер, УАЗ, Урал, ЗІЛ)
- Іншу спеціальну техніку та контейнери з майном українського миротворчого контингенту.
- Також у військових цілях використовувались літаки Ан-225 «Мрія», Ан-124 «Руслан» та Іл-76.

## Цікаві факти
- Щоб уникнути ворожого радіо-прослуховування, українські військові спілкувалися через радіозв'язок лише українською мовою, використовували кодові українські слова, оскільки англійську і російську противники розуміли. За словами екс-прессекретаря Міністра оборони України Андрія Лисенка, українська мова рятувала життя українським солдатам.[21]

## Персоналії
- Пушняков Анатолій Савватійович — командир українського контингенту в Республіці Ірак.
- Гуляк Олег Вікторович — командир 72-го окремого механізованого батальйону українського миротворчого контингенту в Іраку

## Список загиблих
- Сержант Койдан Юрій Анатолійович (1975-30.09.03) — ДТП
- Молодший сержант Суслов Сергій Петрович (1974-11.11.03) — Необережне поводження зі зброєю
- Капітан Бондаренко Олексій Вікторович (1968-18.11.03) — Самогубство
- Рядовий Андрощук Руслан Андрійович (1980-06.04.04) — Від поранення
- Рядовий Міхалев Костянтин Володимирович (1976-28.04.04) — Від поранення
- Рядовий Злочевський Ярослав Ярославович (1979-28.04.04) — Від поранення
- Старший сержант Гензерський Роман Олександрович (1981-02.07.04) — Самогубство
- Капітан Іванов Юрій Вікторович (1973-15.08.04) — Підрив на міні
- Підполковник Тихонов Олег Валентинович (???- 29.09.04) — ДТП
- Підполковник Матіжев Олег Вікторович (???-09.01.05) — Підрив фугасу
- Капітан Заграй Юрій Михайлович (???-09.01.05) — Підрив фугасу
- Капітан Андрущенко Сергій Миколайович (???-09.01.05) — Підрив фугасу
- Капітан Бражевський Валерій Вікторович (???-09.01.05) — Підрив фугасу (95 бригада)
- Прапорщик Кацарський Олександр Іванович (???-09.01.05) — Підрив фугасу
- Старший сержант Сітников Андрій Анатолійович (???-09.01.05) — Підрив фугасу
- Старший сержант Петрик Віра Іванівна (???-09.01.05) — Підрив фугасу (95 бригада)
- Старший прапорщик Сєдой Володимир Миколайович (???-09.01.05) — Підрив фугасу (95 бригада)
- Полковник Середницький Роман Ярославович (15.09.62;— 03.02.05);— Серцевий напад

У війні також загинув український журналіст Тарас Процюк (16.01.68 — 08.04.03). Він був цивільним.

## В документальному кіно
- На лінії вогню: Вхід в Ірак — фільм Андрія Цаплієнка. 2003 рік.
- На лінії вогню: Іракський тижневик — фільм Андрія Цаплієнка. 2005 рік.